# James Sikking
James Sikking, parfois crédité James B. Sikking, est un acteur américain né le 5 mars 1934 à Los Angeles (Californie) et mort dans la même ville le 13 juillet 2024.

## Filmographie
- 1955 : Cinq Fusils à l'ouest (Five Guns West) de Roger Corman  : le sergent
- 1964 : Le Tueur de Boston (The Strangler) de Burt Topper : l'artiste
- 1964 : Les Ambitieux (The Carpetbaggers) d'Edward Dmytryk : le reporter
- 1965 : L'Express du colonel Von Ryan (Von Ryan's Express) : le soldat américain
- 1967 : Sail to Glory : George Steers
- 1967 : Le Point de non-retour (Point Blank) : Hired gun
- 1969 : Charro (Charro !) : Gunner (Hackett gang)
- 1969 : La Boîte à chat (Daddy's Gone A-Hunting), de Mark Robson : Joe Menchell
- 1971 : Inside O.U.T. (TV) : Patrolman
- 1971 : Les Évadés de la planète des singes (Escape from the Planet of the Apes) : Control Room Officer
- 1972 : Gidget Gets Married (en) (TV) d'E. W. Swackhamer : Mister Johnson
- 1972 : The Astronaut (TV) : l'astronaute Higgins
- 1972 : Man on a String (TV) : Pipe Smoker
- 1972 : La Chevauchée des sept mercenaires (The Magnificent Seven Ride!) de George McCowan : le capitaine Andy Hayes
- 1972 : Les flics ne dorment pas la nuit (The New Centurions) de Richard Fleischer : le sergent Anders
- 1972 : Family Flight (TV) : Second Controller
- 1973 : M.a.s.h (série télévisée) : Finance Officer (Tuttle)
- 1973 : Scorpio de Michael Winner : Harris
- 1973 : Brother on the Run
- 1973 : Coffee, Tea or Me? (TV) : Businessman
- 1973 : Un camion en or massif (en) (The Alpha Caper) de Robert Michael Lewis : Henry Kellner
- 1973 : The President's Plane Is Missing (en) (TV) : Bodine (aide du général Dunbar)
- 1973 : The Six Million Dollar Man: Solid Gold Kidnapping (TV) : 2d agent OSO
- 1973 : Outrage (TV) : Officer Geary
- 1973 : Hôpital central ("General Hospital") (série télévisée) : Dr James Hobart (1973-1976)
- 1974 : Columbo : Édition tragique (titre original : Publish or Perish) (TV) : un policier en uniforme
- 1974 : L'Homme terminal (The Terminal Man) de Mike Hodges : Ralph Friedman
- 1974 : The F.B.I. Story: The FBI Versus Alvin Karpis, Public Enemy Number One (TV) : New Orleans SAC
- 1977 : Never Con a Killer (TV) : Bricklaw
- 1977 : Les Héritiers : Matthew Downey
- 1977 : Young Joe, the Forgotten Kennedy (TV) : le commandant Devril
- 1977 : Kill Me If You Can (TV) : Mr. Lea
- 1977 : The Last Hurrah (en) (TV) : Monsignor Killian
- 1978 : Capricorn One : un homme de la salle de contrôle
- 1978 : A Woman Called Moses (TV) : McCracken
- 1979 : Turnabout (série TV) : Geoffrey St. James
- 1979 : Le Cavalier électrique (The Electric Horseman) de Sydney Pollack : Dietrich
- 1980 : Trouble in High Timber Country (TV) : Roger Lomax
- 1980 : Des gens comme les autres (Ordinary People) : Ray Hanley
- 1980 : Le Concours (The Competition) : Brudenell
- 1981 : Capitaine Furillo (série TV) : le sergent Howard Hunter
- 1981 : Outland...loin de la terre (Outland) : Montone
- 1983 : La Nuit des juges (The Star Chamber) : Dr Harold Lewin (le père de Daniel)
- 1984 : Les Branchés du Bahut : Tozer
- 1984 : Star Trek 3 : À la recherche de Spock (Star Trek III: The Search for Spock) : le capitaine Styles
- 1984 : The Jesse Owens Story (TV) : Avery Brundage
- 1984-1992 :  Madame est servie : Cornelius (série TV : 1984/1992)
- 1985 : Les Débiles de l'espace (Morons from Outer Space) : le colonel Raymond Laribee (CIA)
- 1985 : First Steps (TV) : Jim Davis
- 1986 : Dress Gray (en) de Glenn Jordan (téléfilm) : le Major Clifford Bassett
- 1986 : La Loi de Los Angeles (TV) : Party guest
- 1986 : Soul Man : Bill Watson
- 1987 : Les Tueurs de l'autoroute (Police Story: The Freeway Killings) (TV) : le maire Cameron
- 1987 : Le Mystère de la baie (Bay Coven) (TV) : Nicholas Kline
- 1988 : Tales from the Hollywood Hills: Golden Land (TV)
- 1988 : Ollie Hopnoodle's Haven of Bliss (TV) : Ralph's Old Man
- 1988 : Too Good to Be True (TV) : Russell Quinton
- 1989 : La Confrérie de la rose (Brotherhood of the Rose) (TV) : Felix
- 1989 : Le Tour du monde en 80 jours (en) ("Around the World in 80 Days") (feuilleton TV) : Jenks
- 1989 : The Final Days (TV) : Elliot Richardson
- 1989 : Desperado: Badlands Justice (TV) : Kirby Clarke
- 1990 : Le Seul Témoin (Narrow Margin) : Nelson
- 1991 : Final Approach : le colonel Jason Halsey
- 1992 : Doing Time on Maple Drive (TV) : Phil Carter
- 1993 : L'Affaire Pélican (The Pelican Brief) : le directeur du FBI Denton Voyles
- 1994 : Seduced by Evil (TV) : Nick
- 1995 : Dead Badge : Wheeler / Aaron Feld
- 1995 : Jake Lassiter: Justice on the Bayou (TV) : Dr Roger Salisbury
- 1995 : L'Honneur de la cavalerie (In Pursuit of Honor) (TV) : le général Douglas MacArthur
- 1995 : Tyson (TV) : Bill Clayton
- 1995 : Si tu tends l'oreille (Mimi wo sumaseba) : Seiya
- 1995 : Jessica, le combat pour l'amour (Dare to Love) (TV) : Ron Wells
- 1996 : L'Anneau de Cassandra (téléfilm) (The Ring) (TV) : Sam Liebman
- 1997 : Brooklyn South ("Brooklyn South") (série TV) : le capitaine Stan Jonas
- 1998 : Invasion America ("Invasion America") (série TV) : le général Gordon (1998) (voix)
- 1999 : Mutinerie (Mutiny) (TV) : le lieutenant commandeur Tynan
- 2000 : Vol 762: atterrissage impossible (Nowhere to Land) (TV) : George Eller
- 2001 : L'Odyssée du Squalus (Submerged) (TV) : Rear Admiral Cyrus Cole
- 2005 : Match parfait (Fever Pitch) : Doug Meeks